# Neuer Markt (Rostock)

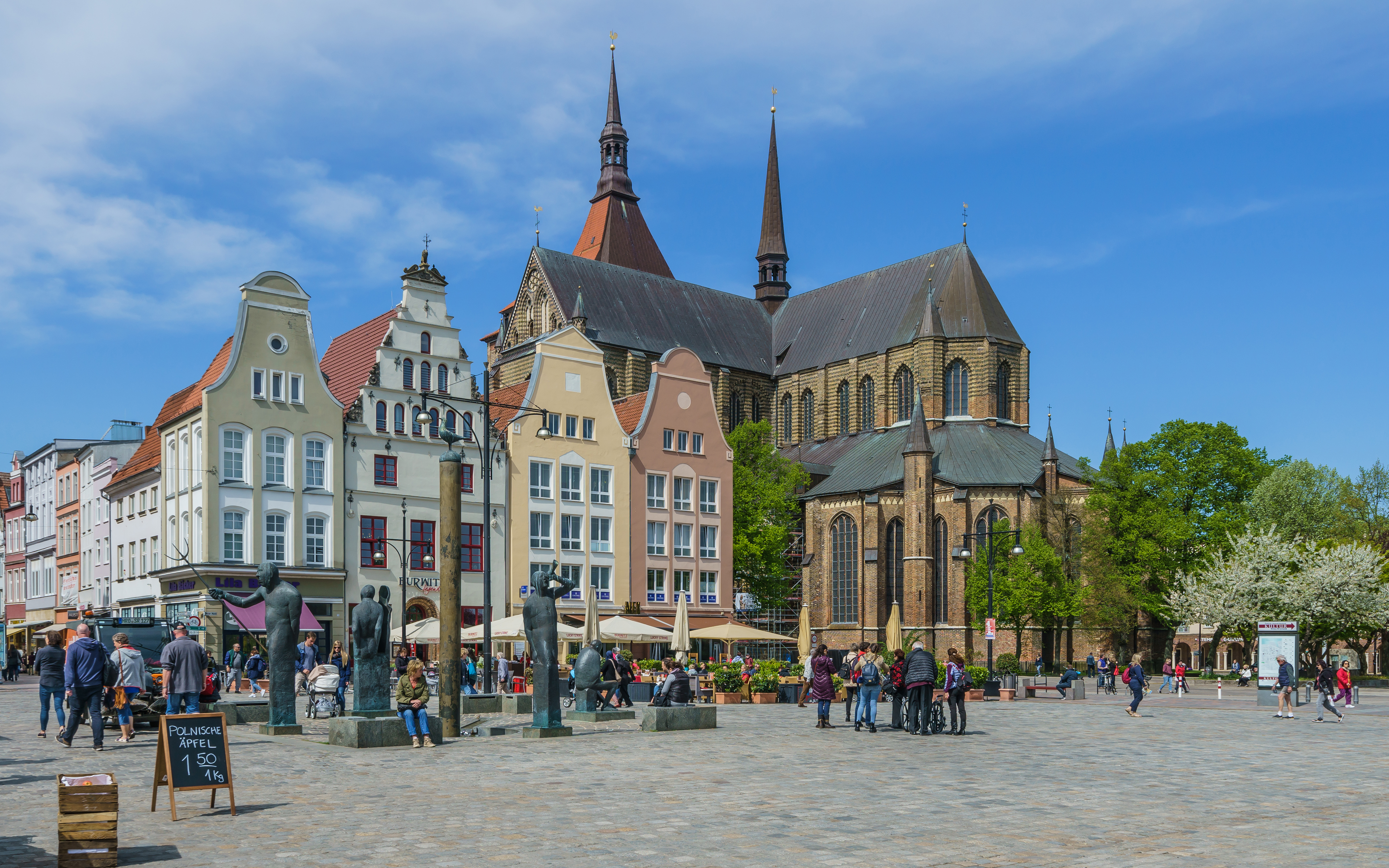
Die Nordwest-Ecke des Neuen Markts mit dem Möwenbrunnen, im Hintergrund die Marienkirche

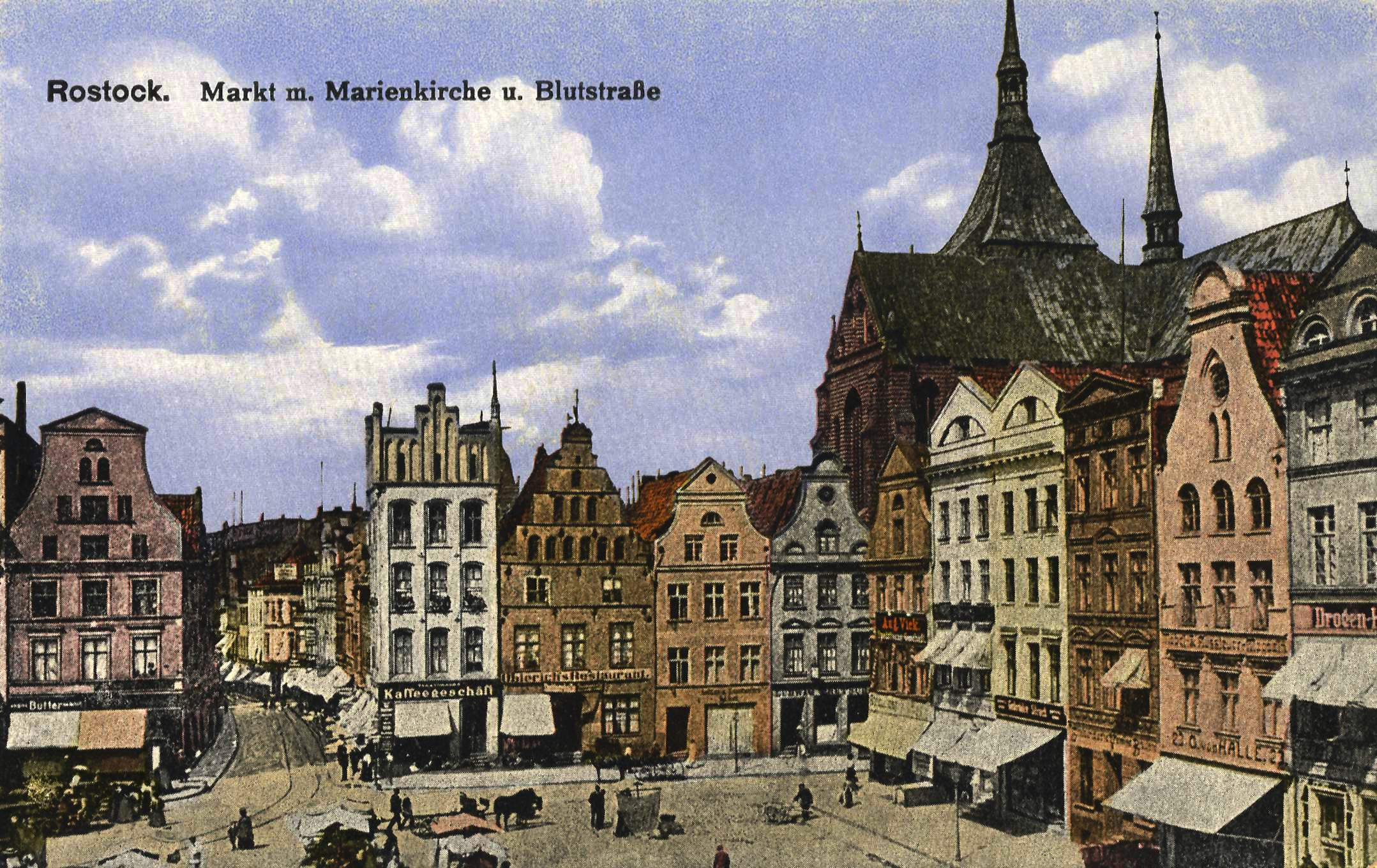
Neuer Markt um 1900 mit der Nordseite (rechts)

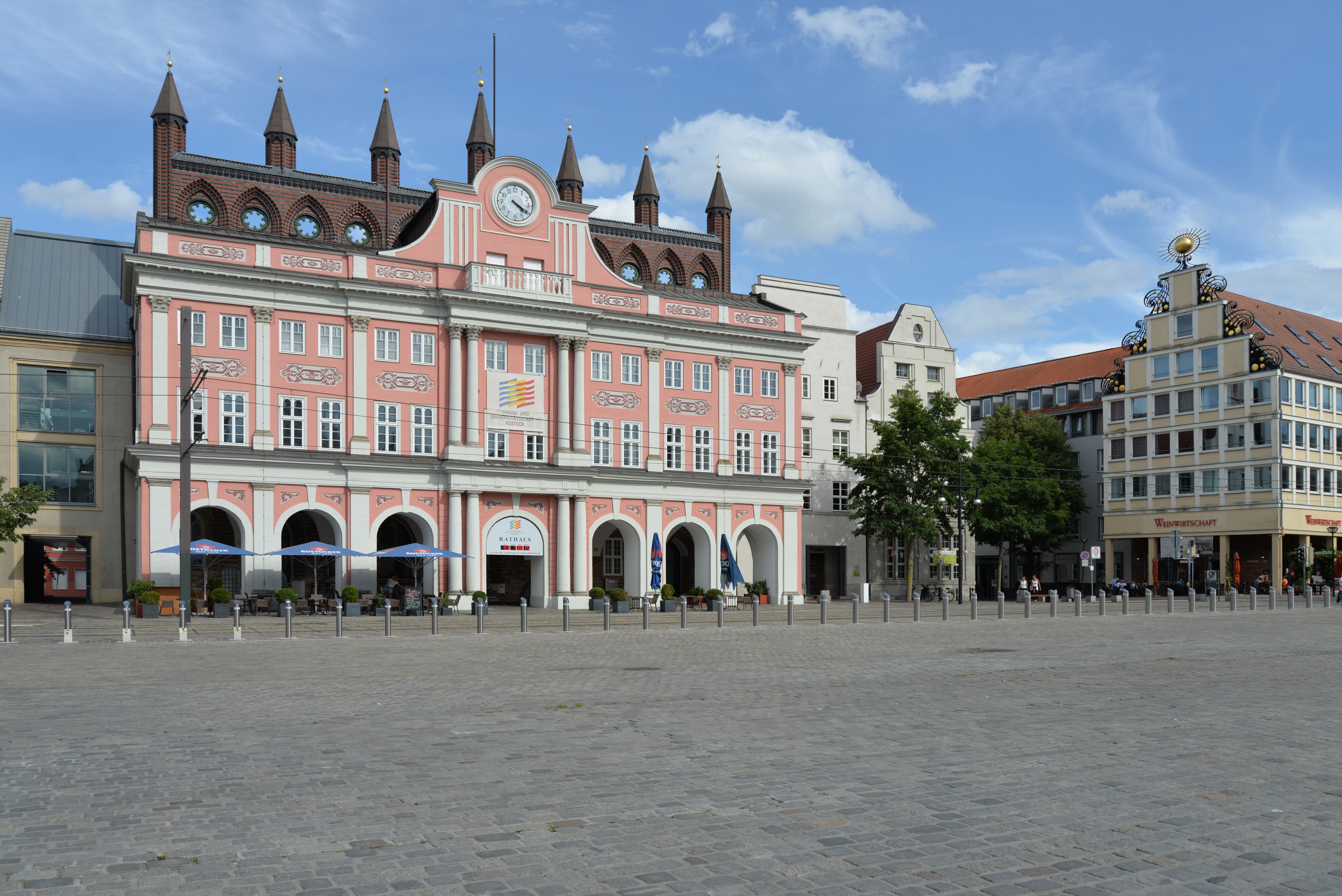
Rostocker Rathaus mit angrenzender Bebauung

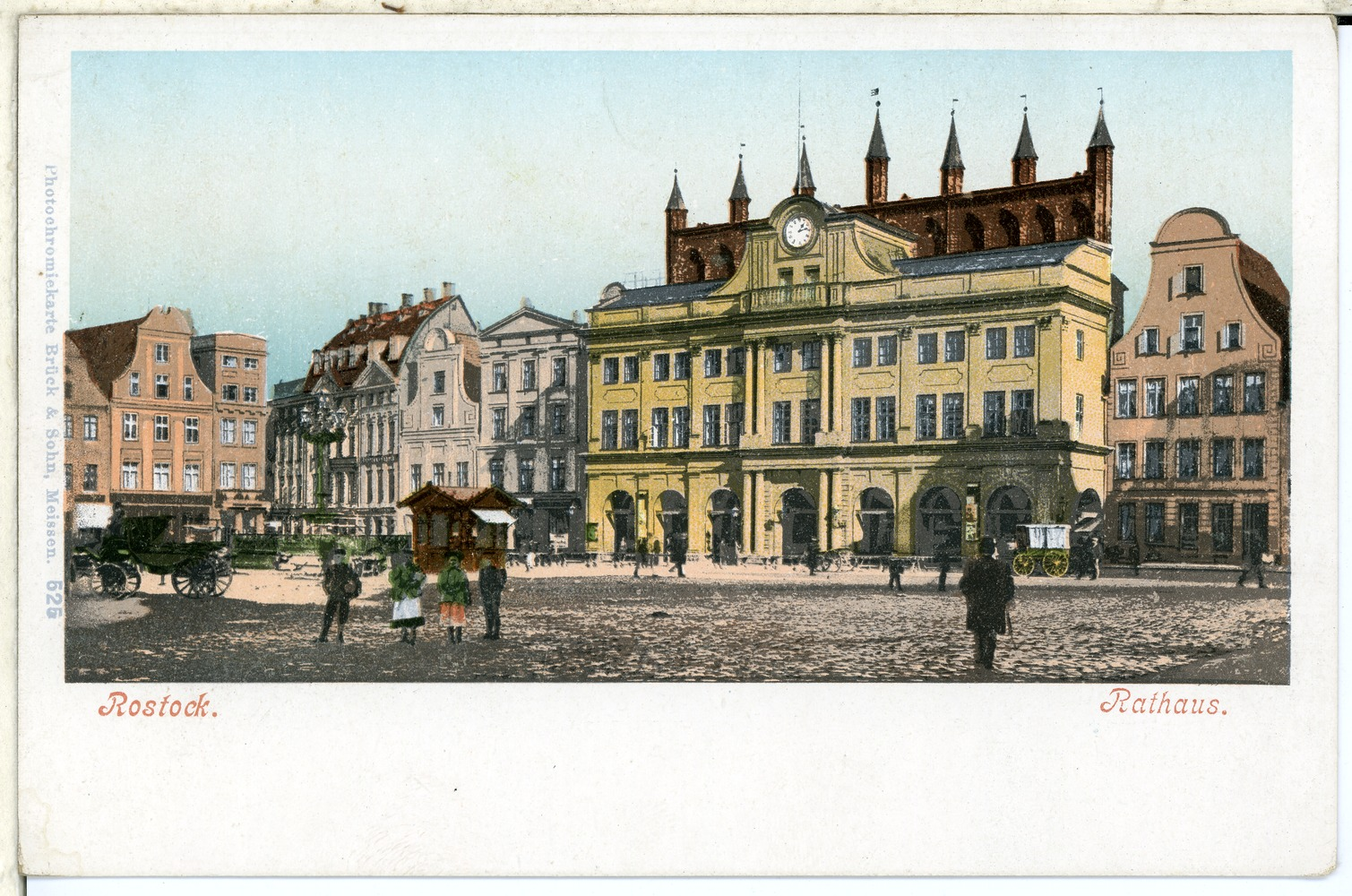
Rostocker Rathaus und umgebende Bauten am neuen Markt, 1898

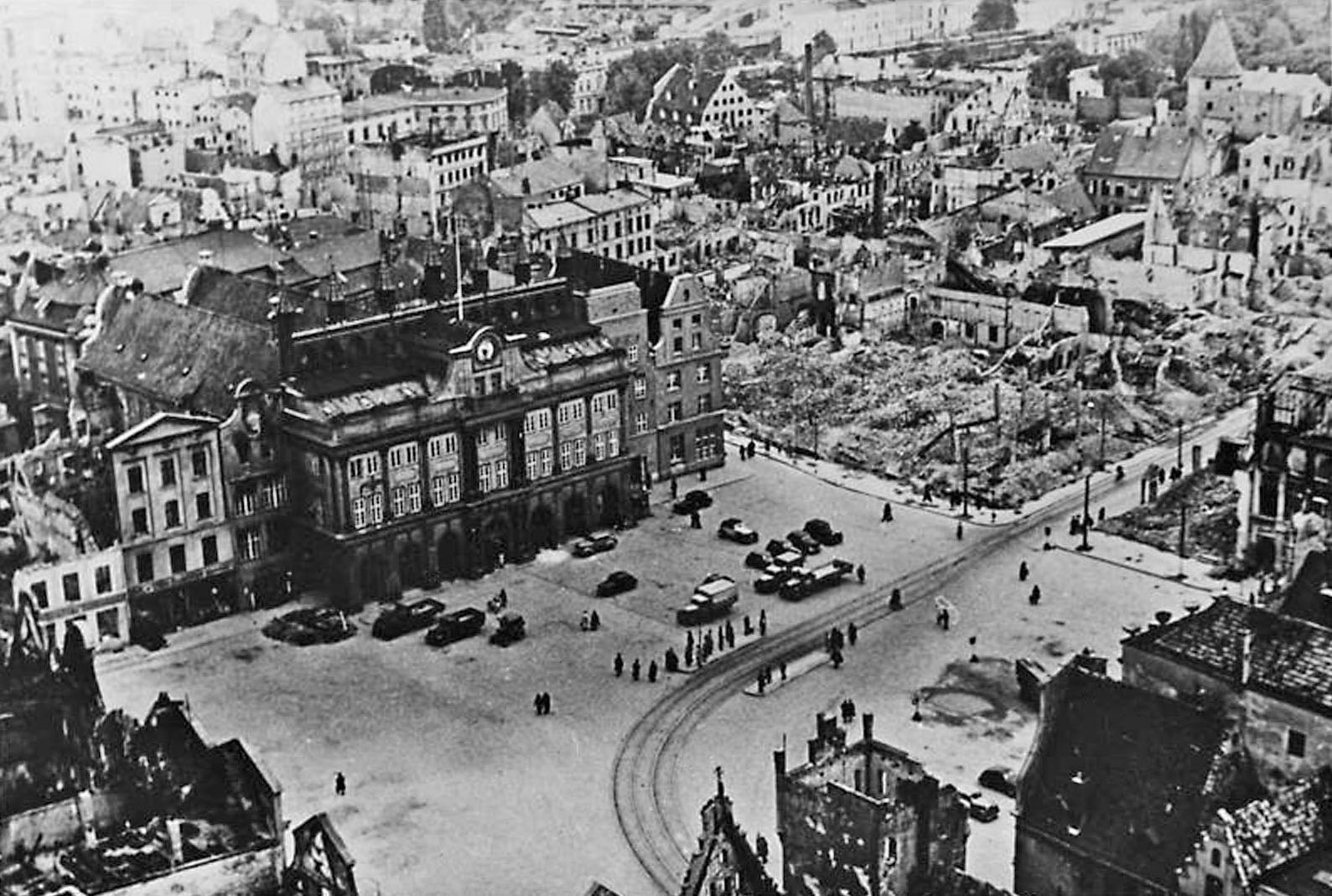
Teilzerstörter Neuer Markt mit Rostocker Rathaus, nach den Bombenangriffen 1942

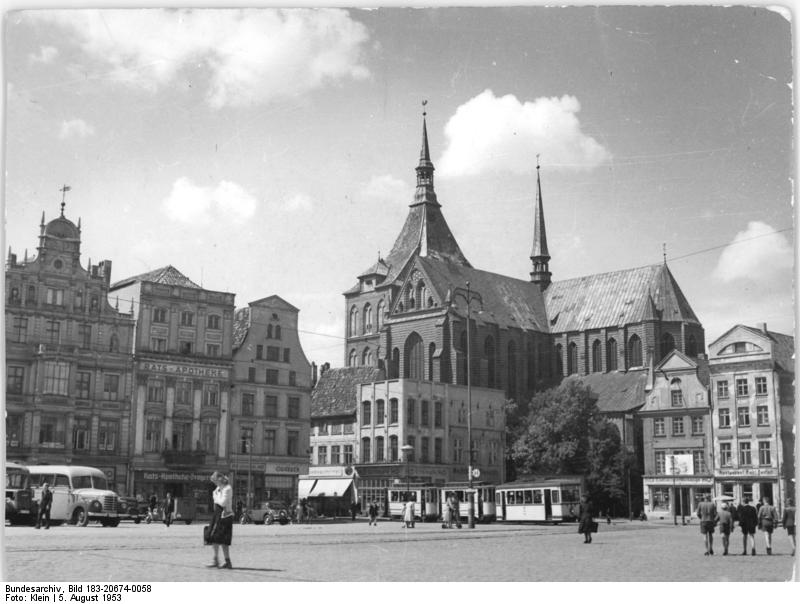
Neuer Markt 1953, die Bebauung der Nordseite ist noch teilweise erhalten (Abriss 1959 für Aufmarschplatz)

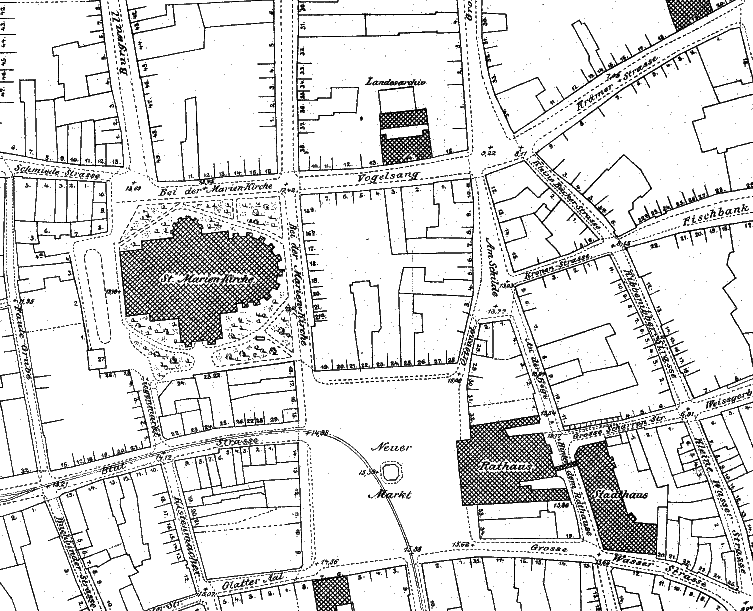
Ausschnitt aus einer Stadtkarte von 1911

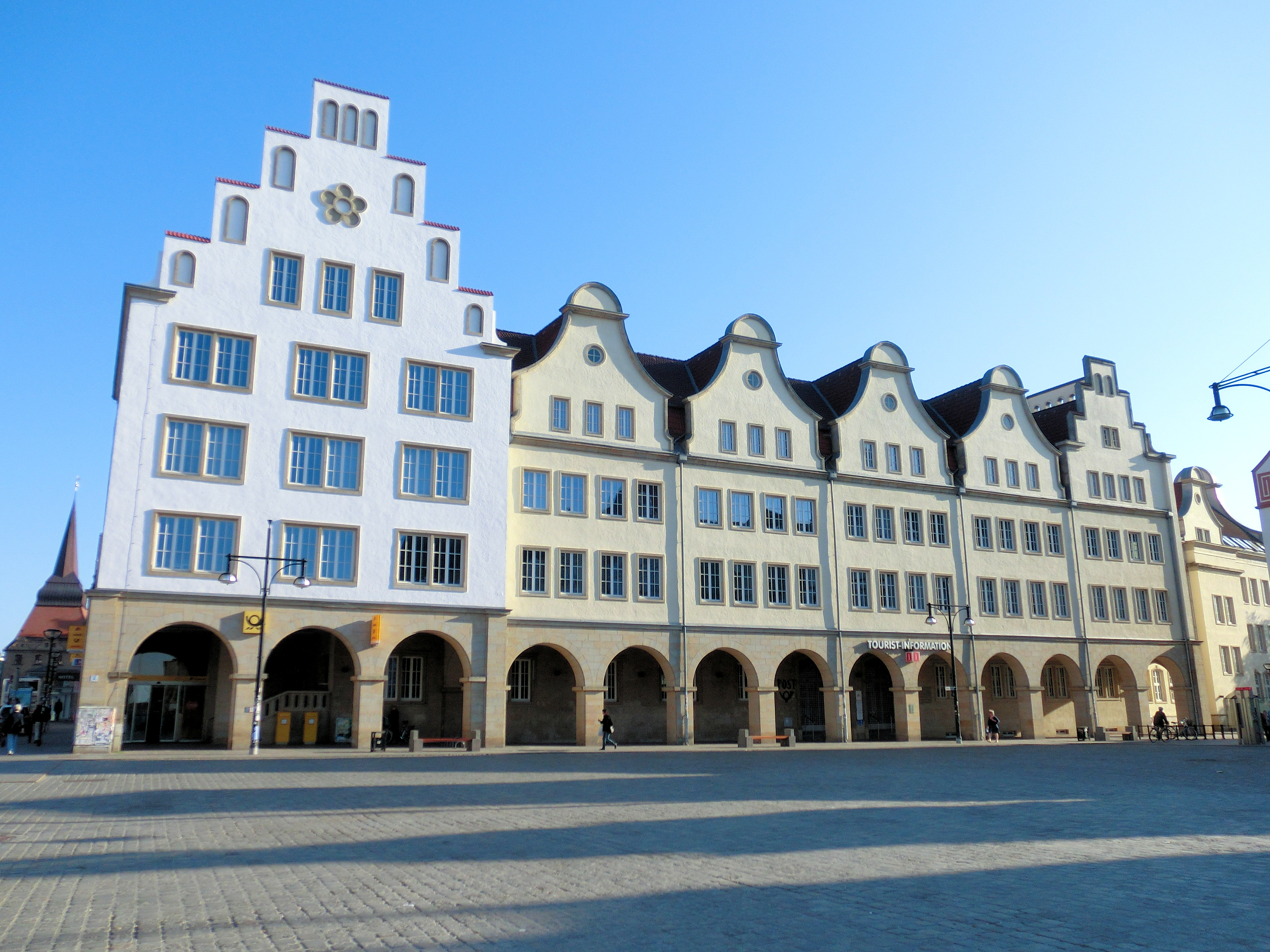
Südseite, Postgebäude und ehemaliges Landgericht

Der Neue Markt in Rostock ist neben dem Alten Markt und dem Hopfenmarkt (heute Universitätsplatz) einer der drei einstigen Marktplätze der Hansestadt. Auf der Ostseite des Marktes steht das Rostocker Rathaus, dessen Entstehung bis in das 13. Jahrhundert zurückreicht.
Die Häuserfront die einst die Nordseite begrenzte, ist heute nicht mehr vorhanden. Die nach dem Bombardement der Stadt durch die britische Luftwaffe Ende April 1942 auf der Nordseite verbliebenen drei von ursprünglich zehn Häusern wurden 1959 abgerissen. An deren Stelle befindet sich heute u. a. eine Rasenfläche. Das Rathaus und zwei südlich anschließende Giebelhäuser wurden nicht durch Bomben beschädigt. Die Südseite des Neuen Marktes wurde bei dem Bombardement 1942 völlig zerstört. Nach dem Krieg errichtete man dort die Hauptpost. Die Wiederbebauung der Nordseite wird z. Z. diskutiert.

## Lage
Er ist Teil der historischen Mittelstadt. Mit einem Grundriss von 90 × 80 Metern nahezu quadratisch angelegt, münden heute in den Neuen Markt die Kröpeliner Straße, die Lange Straße, der Glatte Aal, die Große Wasserstraße und die Steinstraße. Die Große Scharrenstraße ist über einen Fußgängerdurchgang mit dem Neuen Markt verbunden. Zusammen mit der heute einen anderen Straßenzug bezeichnenden Gasse Bei der Marienkirche und dem nicht mehr vorhandenen Ortsund gehörten diese sieben Straßen – ohne die Lange Straße – zu den einst sprichwörtlichen sieben Rostocker Wahrzeichen. Da Rostock sich ursprünglich aus den drei Teilstädten, der Alt-, Mittel- und Neustadt zusammensetzte, gab es in jeder Teilstadt einen Marktplatz mit Rathaus und einer nahe gelegenen Pfarrkirche.

## Geschichte
Der Neue Markt in der Mittelstadt kristallisierte sich sehr schnell zum wirtschaftlichen Mittelpunkt des mittelalterlichen Rostock heraus, dementsprechend wurde das sich an der Ostseite befindliche mittelstädtische Rathaus das Rathaus der Gesamtstadt, die nahe Marienkirche Hauptpfarrkirche. Deshalb war der Neue Markt auch Wohnsitz der städtischen Oberschicht, die auf allen Seiten prächtige Giebelhäuser errichten ließ. Diese Häuser wurden vom 18. bis zum frühen 20. Jahrhundert barock, klassizistisch und historistisch umgebaut. Vor dem Rathaus wurde Gericht gehalten, und in der Platzmitte befand sich ein Kaak, das heißt ein Schandpfahl. Auch Hexenverbrennungen fanden insbesondere in der frühen Neuzeit dort statt. Bis 1841 gab es ferner auf dem Platz einen Verteilerbrunnen (Wasserkunst) des Mittelstädtischen Borns. Seit 1881 fährt die Rostocker Straßenbahn ununterbrochen über den Neuen Markt.
Durch das Vier-Nächte-Bombardement der britischen Luftwaffe Ende April 1942 wurde die Südseite des Neuen Marktes völlig zerstört, auf der Nordseite blieben von ursprünglich zehn Häusern nur drei erhalten. Auf der Ostseite blieben das Rathaus und zwei südlich anschließende Giebelhäuser unbeschädigt. Lediglich auf der Westseite südlich der Kröpeliner Straße blieb ein nennenswertes Bauensemble bestehen.
Nach dem Zweiten Weltkrieg wurde eine kriegsbedingte Baulücke zum Glatten Aal geschlossen, die verbliebenen Häuser auf der Nordseite hingegen 1959 abgerissen, um die als monumentale Magistrale wiederaufgebaute Lange Straße direkt mit dem Neuen Markt als Aufmarschstrecke für politische Kundgebungen zu verbinden. Das gesamte, sich einst nördlich an den Platz anschließende Quartier, gebildet aus der Nordseite des Neuen Marktes, dem Straßenzug Bei der Marienkirche, der Südseite des Vogelsangs und Am Schilde bzw. Ortsund, wurde nicht wieder aufgebaut, so dass der heutige Neue Markt im Norden optisch von der Nordseite des Vogelsangs begrenzt wird, was heute im Hinblick auf städtebauliche Zusammenhänge als unbefriedigende Lösung erscheint. An der Stelle der Häuser der Nordseite befinden sich heute u. a. eine Rasenfläche und ein Platz für Fahnenmasten. An der Nordostseite entstand 1951/52 nach Entwurf von Wolfgang Rauda und Hermann Henselmann der Rathausanbau, der kriegszerstörte Häuser am Übergang zum nicht mehr existenten Ortsund ersetzte. Auf der Süd(west)seite errichtete man die Hauptpost mit Laubengang und stilisierten Giebeln. Der Neue Markt, der zur DDR-Zeit als Parkplatz diente und von 1952 bis 1991 den Namen Ernst-Thälmann-Platz trug, wurde 2004 für den normalen Kraftverkehr gesperrt, mit einem Kopfsteinpflaster versehen und ist heute eine Fußgängerzone. Seit der Umgestaltung wird hier wieder Markt abgehalten.

## Bebauung der Nordseite
Immer wieder wurden Pläne für eine Wiederbebauung der Nordseite des Neuen Markts diskutiert, durch die der einst geschlossene Raumeindruck des Platzes wiederhergestellt werden könnte. Im Jahr 2014 wählte ein Gremium der Hansestadt Rostock unter mehreren Entwürfen zunächst einen städtebauliche Entwurf des Berliner Architekturbüros „Smaq“ zur Bebauung der Nordseite und drei umliegender Quartiere nördlich und östliche des Rathauses aus. Dieser sah vor, die historischen Straßenstrukturen größtenteils wiederherzustellen. An Stelle des Ortsunds ist ein weiterer kleiner, direkt in den Neuen Markt übergehender Platz vorgesehen, von dem aus eine (historisch nicht vorhandene) Gasse die Straßenbahntrasse zur Langen Straße führen soll. Der zwischen diesem Platz und der Marienkirche vorgesehene Gebäudekomplex soll mit fünf Giebeln zum Neuen Markt hin ausgestattet werden, was nicht der historischen Kleinteiligkeit der Nordzeile mit ursprünglich acht Giebeln entspricht. Ein Bürgerentscheid zur Bebauung wurde von der Rostocker Bürgerschaft abgelehnt. In Umfragen der Ostsee-Zeitung haben die Teilnehmer mit großer Mehrheit für die Wiederherstellung der historischen Giebelhäuser gestimmt.

## Sehenswerte Giebelhäuser

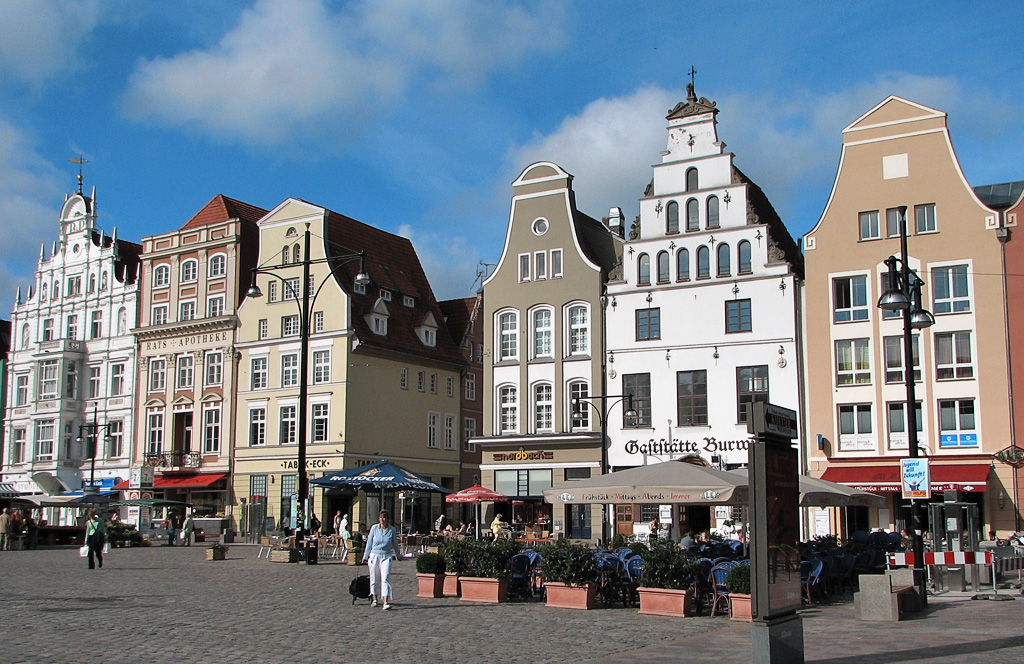
Verschiedene historische und zu DDR-Zeiten errichtete Giebelhäuser am Neuen Markt (Nr. 12 bis 17)

Neuer Markt 9/10 – Diese Giebelhäuser sind Gebäude, die in den 1950er Jahren ihren kriegszerstörten Vorgängern nachempfunden wurden.
Neuer Markt 11 – Dort findet man ein schmales, grün getünchtes Giebelhaus, das Ende des 18. Jahrhunderts barock umgestaltet wurde.
Neuer Markt 12 – Dort befindet sich ein auffallend breites, weiß getünchtes Haus im Stil der Neorenaissance. Es ist im Kern mittelalterlich und erhielt 1874 seine heutige Form.
Neuer Markt 13 – Dieses Haus stammt ebenfalls aus dem Mittelalter, ist aber im Stil des Spätbarock umgebaut worden. Seit 1789 hat hier die Ratsapotheke ihren Sitz.
Neuer Markt 14 – Dieses gelb getünchte Eckhaus an der Kröpeliner Straße hat eine klassizistische Fassade, ist im Kern aber ebenfalls mittelalterlich.
Neuer Markt 15 – Diesem ursprünglich bescheidenen Giebelhaus setzte man um 1860 eine Bekrönung im Neo-Tudorstil auf, die im Volksmund Kachelofen genannt wurde. Nach schwerer Kriegszerstörung 1942 erhielt es 1965 seine heutige historisierende Fassade, die an die übrigen Bauten angepasst wurde.
Neuer Markt 16 – Mit seiner in Rostock seltenen Renaissancefassade von 1600 hat dieses Haus den ältesten Giebel am Neuen Markt. Das Gebäude wurde schätzungsweise um 1280 errichtet und um 1600 umgebaut. Beim Luftangriff 1942 wurde es schwer beschädigt und 1965 wieder errichtet. Seit 1936 ist das Gebäude als das "Burwitz" in Rostock ein Begriff. Von 2008 bis 2010 wurde das Objekt saniert und beherbergt heute wieder eine Gaststätte dieses Namens. Im Inneren des von einem Löwen bekrönten Hauses sind bemalte Balken von 1635 zu sehen.
Neuer Markt 17/18 – Diese Häuser zur Marienkirche hin sind historisierende Neubauten.

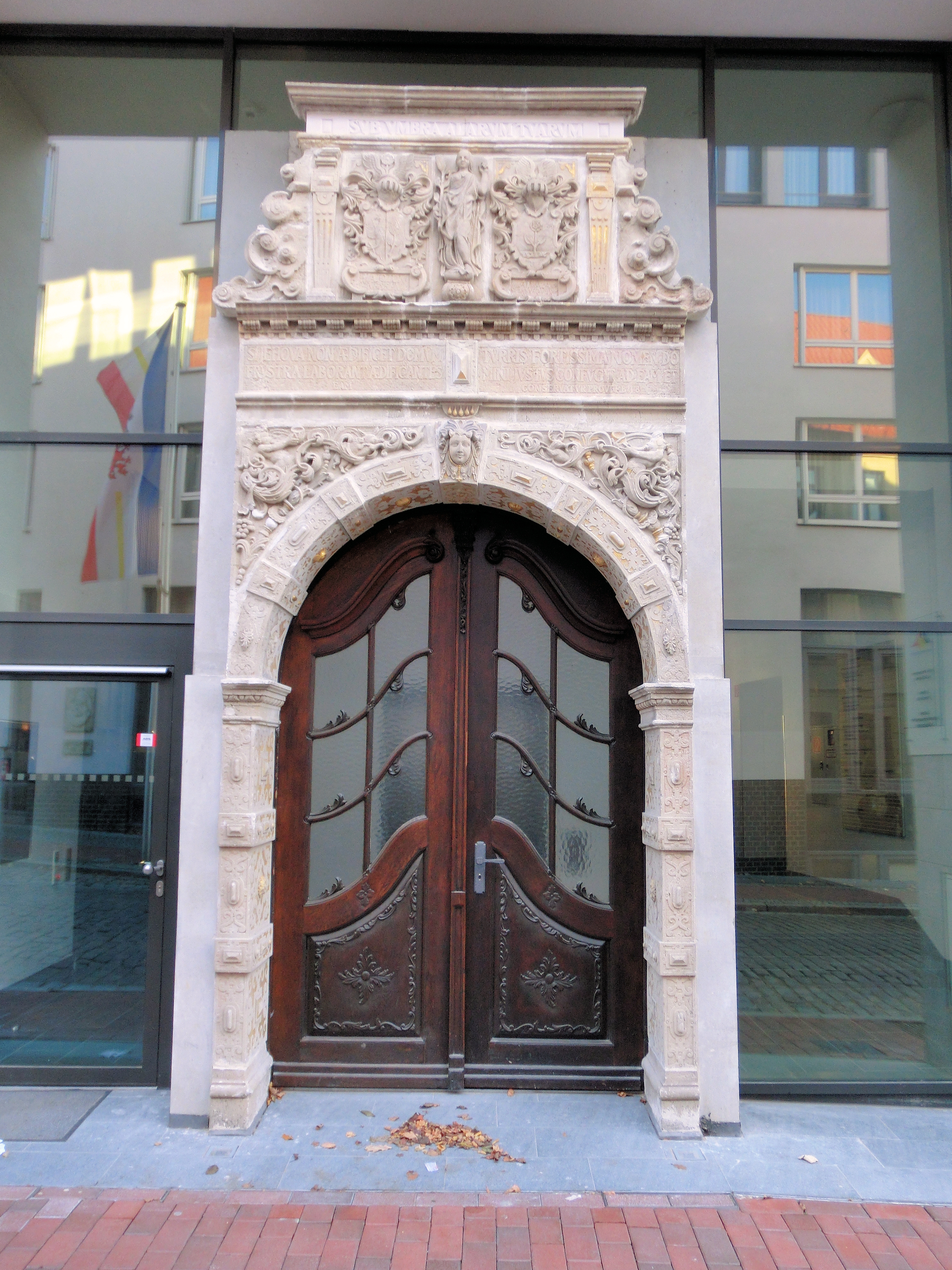
Renaissanceportal – Zugang zum südlichen Rathausanbau

Neuer Markt 1a (südlicher Rathausanbau) – Die Giebelhäuser mit der früheren Anschrift Neuer Markt 33 und 34 südlich des Rathauses sind Neubauten von 1910/11 bzw. 1920/21. Bereits 1934 hatte die Stadt das Giebelhaus Neuer Markt 33 für Verwaltungszwecke erworben. Zuvor befand sich in diesem Haus eine Bank, die 1921 nach Abriss des Nachbarhauses durch einen Neubau erweitert wurde. 1935 wurden die Häuser Neuer Markt 33 und 34 mit in den Rathauskomplex einbezogen und zwischen 2010 und 2012 ebenso wie das frühere Wohn- und Geschäftshaus Große Wasserstraße 19 für die Nutzung durch die Stadtverwaltung umgebaut und saniert. In diesem Zeitrahmen wurde auch das Gebäude zwischen den beiden Giebelhäusern – nun mit der gemeinsamen Anschrift Neuer Markt 1a – und dem Haus Große Wasserstraße 19 abgerissen und durch einen Neubau ersetzt. Der Eingangsbereich dieses als Verbindungsbau vorgesehenen Hauses wurde mit der restaurierten Kopie eines Renaissanceportals ausgestattet, das bis zum Abbruch im Jahr 1910 den Eingang des Giebelhauses Neuer Markt 33 schmückte; nun ziert es in der Großen Wasserstraße den Eingang zum südlichen Anbau des Rostocker Rathauses. In den zum Anbau gehörenden Giebelhäusern Neuer Markt 1a befinden sich jetzt moderne Büros und Beratungsräume für das Ortsamt Stadtmitte und die Ausländerbehörde, im Verbindungsbau und im Haus Große Wasserstraße 19 für die Verwaltung des Amtes für Management und Controlling und das Stadtamt Rostock.
Interessanterweise hat man die postalische Durchnummerierung der Adressen aus der Vorkriegszeit beibehalten, so dass man die Anschriften Neuer Markt 19 bis Neuer Markt 28 vergeblich suchen wird, da sich diese auf die Häuser der Nordseite beziehen.